# Microliobunum
Genre
Microliobunum est un genre d'opilions eupnois de la famille des Sclerosomatidae.

## Distribution
Les espèces de ce genre se rencontrent au Liban et en Turquie.

## Liste des espèces
Selon World Catalogue of Opiliones (16/05/2021) :
- Microliobunum brevipes Roewer, 1912
- Microliobunum erseni Kurt, 2018

## Publication originale
- Roewer, 1912 : « Einige neue Gattungen und Arten der Opiliones Palpatores aus den Subfamilien der Gagrellinae und Liobuninae der Familie der Phalangiidae. » Archiv für Naturgeschichte, sér. A, vol. 78, no 1, p. 27–59 (texte intégral).